# Bieriozki (stacja kolejowa)
Bieriozki (ros. Берёзки) – stacja kolejowa w miejscowości Psków, w obwodzie pskowskim, w Rosji. Położona jest na linii Bołogoje – Dno – Psków. Największa stacja w mieście.

## Historia
W latach 1915–1917 na potrzeby wojskowe Frontu Północnego zbudowano linię Bieriozki - Połock. Linia ta została zniszczona podczas odwrotu Armii Czerwonej podczas II wojny światowej, a jej pozostałości rozebrane zostały przez Niemców. Po wojnie nie odbudowana.